# Industriální hardcore
Industriální hardcore je hudební styl založený na tvrdých, zkreslených kopácích; použité zvuky a melodie jsou také často zkresleny za účelem větší agresivity vytvářeného zvuku. Industrial Hardcore je dost podobný hardcore techno, ale je rychlejší. Z industriálu, který obsahoval temné prvky, se později vyvinul doomcore.

## Nejznámější projekty a producenti
- Broken Rules
- Catscan
- D-Passion
- Dr.Strange
- E-Noid
- Enzyme X
- Forsaken Is Dead
- Fixed Gear
- Mindustries
- Moleculez
- Mute
- Nosferatu
- Peaky Pounder
- Rude Awakening
- Sandy Warez
- Sei2ure
- Tieum
- Tymon

## Vydavatelství
- Dark Descent
- The Third Movement
- Industrial Strength Records
- Enzyme Records
- Vindicta Records